# Cattedrale di San Francesco Saverio (Hrodna)
La cattedrale di San Francesco Saverio (in bielorusso: Кафедральны касцёл Святога Францішка Ксаверыя) è la cattedrale cattolica di Hrodna, in Bielorussia. Si tratta di un edificio del XVII secolo, costruito in stile barocco tra il 1678 ed il 1683 come chiesa del collegio dei gesuiti.

## Storia

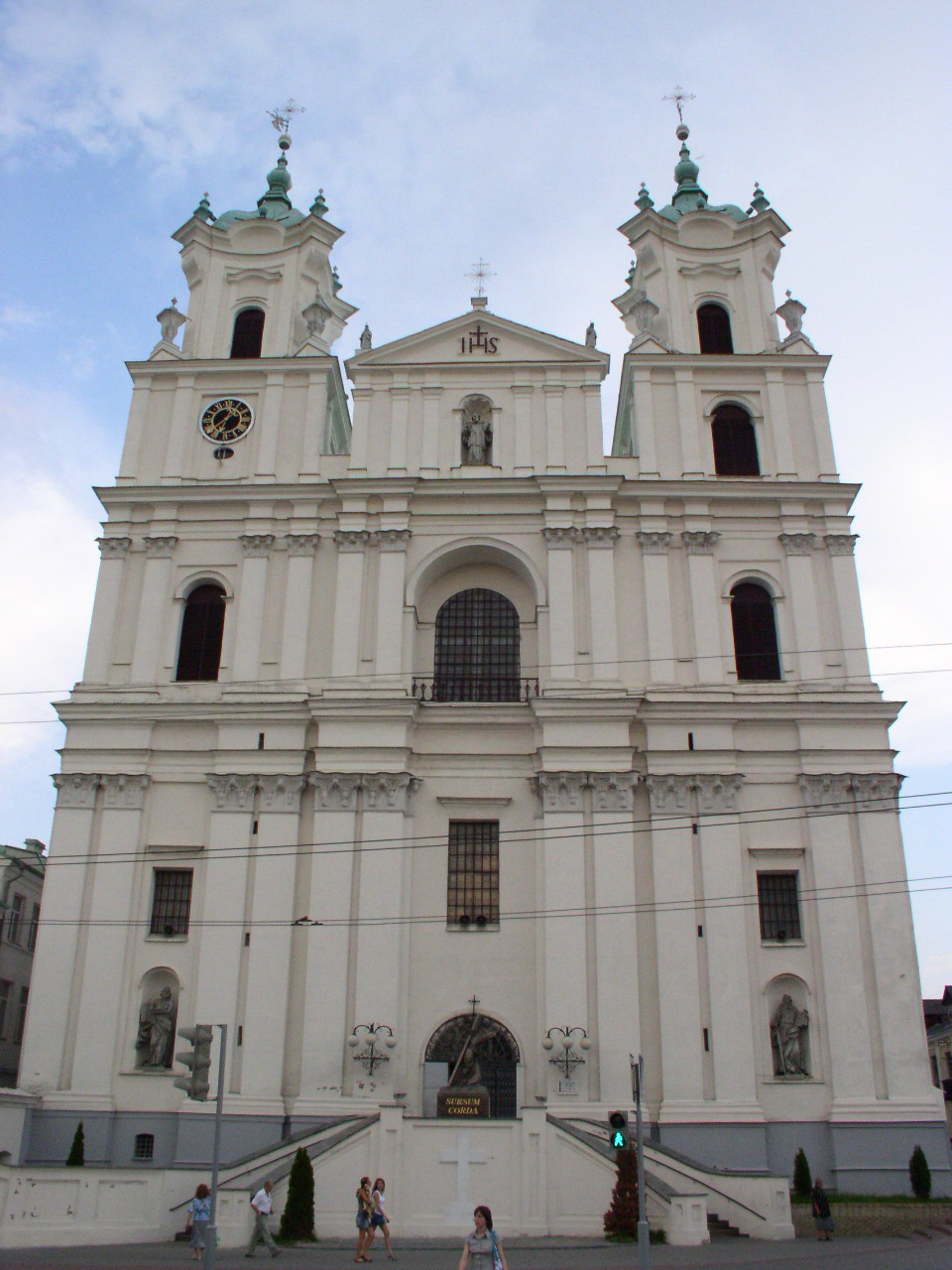
Facciata della cattedrale

La costruzione della chiesa ha avuto inizio nel 1678 ad opera dei gesuiti, chiamati da re Stefano I Báthory in Polonia nel 1564 e a Hrodna nel 1622 al fine di aprire la prima scuola nel 1625. Completata nel 1683 in stile barocco e dedicata a san Francesco Saverio, la chiesa faceva parte di un complesso che comprendeva diversi edifici tra cui un seminario, l'università, farmacia e centro infermieristico ed edifici amministrativi.
Le cupole a bulbo sono stati completati nel 1703. Insieme con il collegio annesso, la chiesa era considerata come la più ornata del Regno di Polonia unito nel Granducato di Lituania. I gesuiti erano stati
La chiesa, che è stata adibita a museo tra il 1960 ed il 1988, è tornata alla chiesa nel 1988, al tempo della perestroika. Nello stesso periodo sono iniziati i lavori di restauro.
La chiesa è stata elevata a basilica minore nel 1990 ed è divenuta cattedrale della diocesi di Hrodna nel 1991.

## Descrizione

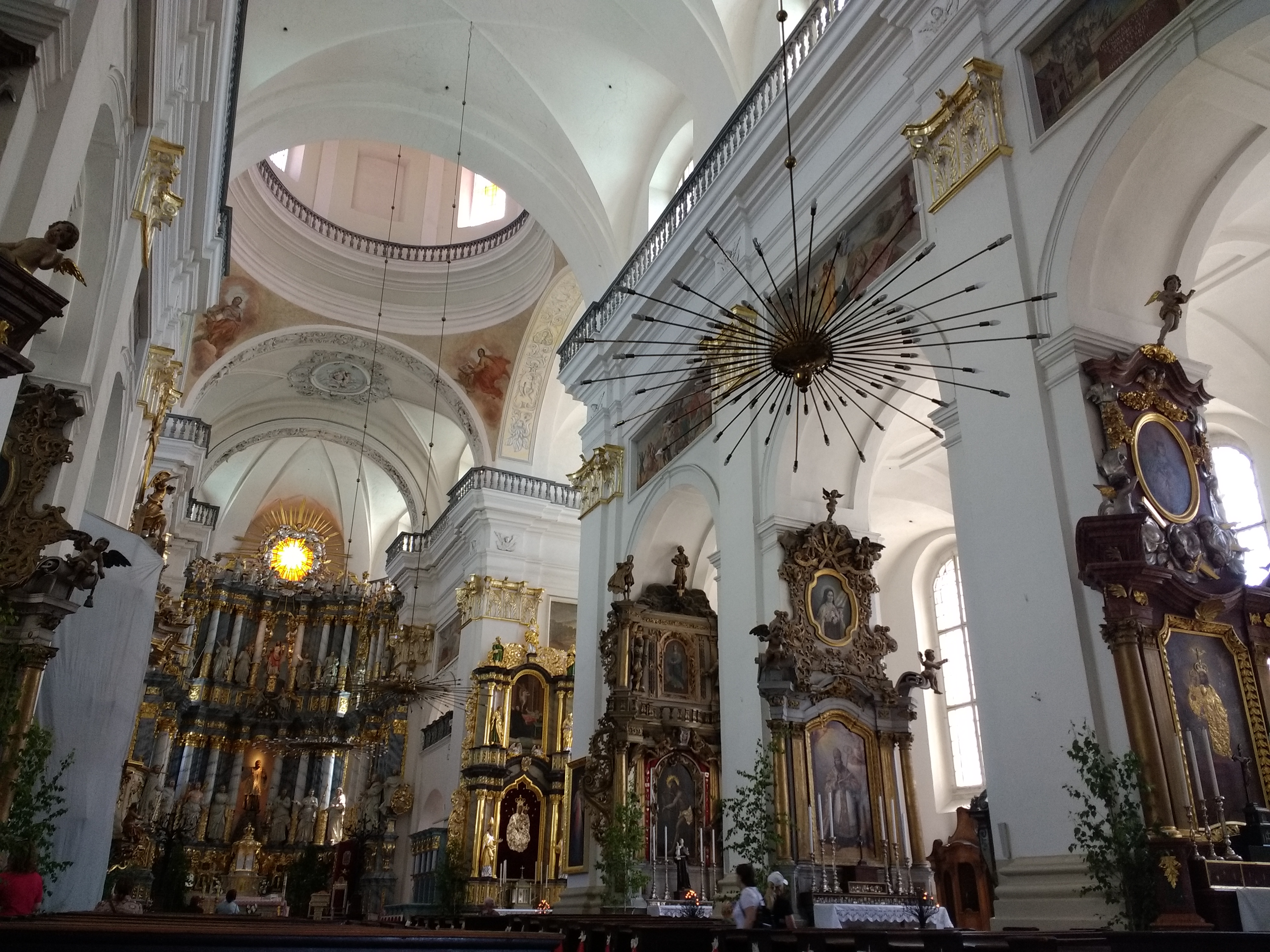
L'interno della cattedrale

La chiesa è riccamente decorata con sculture, stucchi e affreschi.
L'altare è arricchito in particolare da grande pala d'altare scolpito raffiguranti Cristo, gli evangelisti, gli apostoli ed i santi incorniciati da pilastri in stile della controriforma. Gli altari laterali, uno dei quali è dedicata a santa Teresa del Bambin Gesù, sono posti su ogni lato della navata, tra i pilastri delle navate.